# Esquí de fons als Jocs Olímpics d'hivern de 2006 - 15 quilòmetres persecució femenins
Als Jocs Olímpics d'Hivern de 2006 celebrats a la ciutat de Torí (Itàlia) es disputà una prova de 15 quilòmetres persecució d'esquí de fons en categoria femenina, que unida a la resta de proves conformà el programa oficial dels Jocs.
Aquesta prova es disputà el 12 de febrer de 2006 a les instal·lacions esportives de Pragelato. Hi participaren un total de 67 esquiadores de 28 comitès nacionals diferents.
La prova es dugué a terme sobre un recorregut de 7,5 quilòmetres en estil clàssic i un altre de 7,5 quilòmetres en estil lliure cada equiadora de fons sortí a intervals de mig minut per fer el recorregut.

## Resum de medalles
| Or              | Argent              | Bronze            |
| Kristina Šmigun | Kateřina Neumannová | Evgenia Medvedeva |

## Resultats

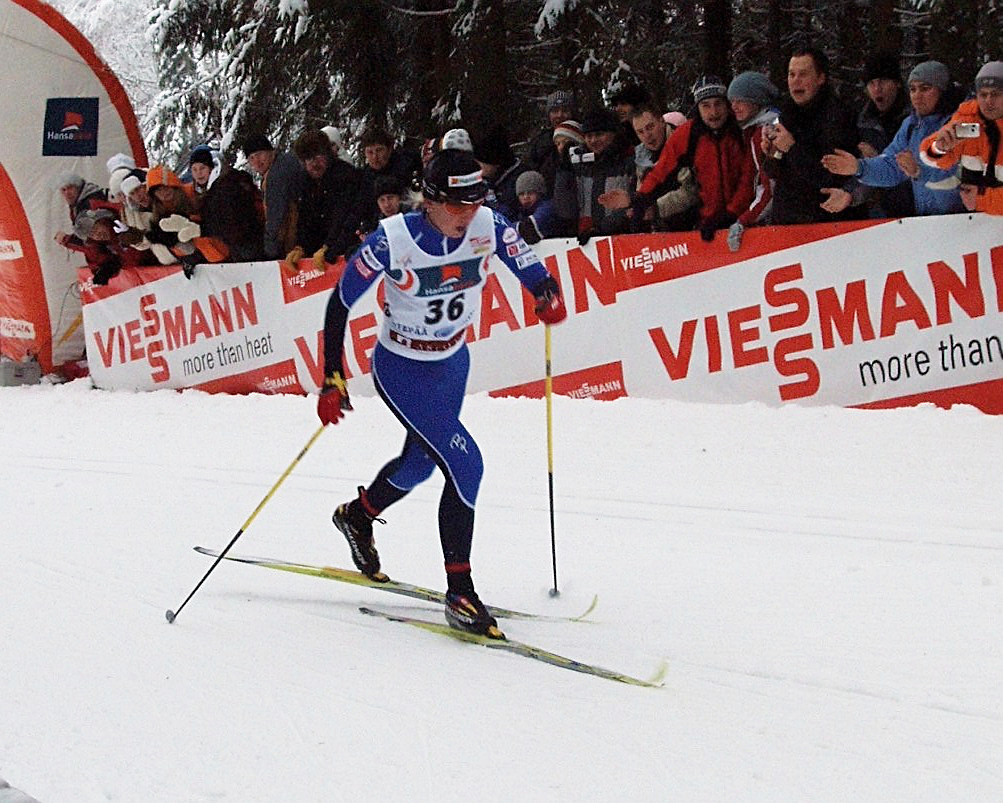
Kristina Šmigun, guanyadora de la medalla d'or.

| Pos. | Nom                          | CON                 | Temps        |
| ---- | ---------------------------- | ------------------- | ------------ |
| 1    | Kristina Smigun              | Estònia             | 42:48.7      |
| 2    | Katerina Neumannova          | Txèquia             | 42:50.6      |
| 3    | Evgenia Medvedeva-Abruzova   | Rússia              | 43:03.2      |
| 4    | Kristin Stormer Steira       | Noruega             | 43:06.8      |
| 5    | Gabriella Paruzzi            | Itàlia              | 43:18.9      |
| 6    | Beckie Scott                 | Canadà              | 43:20.6      |
| 7    | Olga Savialova               | Rússia              | 43:23.7      |
| 8    | Justyna Kowalczyk            | Polònia             | 43:25.6      |
| 9    | Julija Tchepalova            | Rússia              | 43:39.5      |
| 10   | Hilde G. Pedersen            | Noruega             | 43:40.5      |
| 11   | Petra Majdic                 | Eslovènia           | 43:41.7      |
| 12   | Svetlana Malahova-Shishkina  | Kazakhstan          | 44:00.0      |
| 13   | Riitta Liisa Lassila         | Finlàndia           | 44:06.1      |
| 14   | Valentina Shevchenko         | Ucraïna             | 44:13.6      |
| 15   | Britta Norgren               | Suècia              | 44:18.0      |
| 16   | Sara Renner                  | Canadà              | 44:30.9      |
| 17   | Sabina Valbusa               | Itàlia              | 44:44.7      |
| 18   | Claudia Kuenzel              | Alemanya            | 44:48.1      |
| 19   | Kristin Murer Stemland       | Noruega             | 44:59.2      |
| 20   | Karine Philippot             | França              | 45:06.5      |
| 21   | Wang Chunli                  | R.P. de la Xina     | 45:09.6      |
| 22   | Antonella Confortola         | Itàlia              | 45:11.9      |
| 23   | Ivana Janeckova              | Txèquia             | 45:33.5      |
| 24   | Natascia Cortesi             | Suïssa              | 45:34.3      |
| 25   | Elena Kolomina               | Kazakhstan          | 45:44.1      |
| 26   | Vita Jakimchuk               | Ucraïna             | 45:48.1      |
| 27   | Li Hongxue                   | R.P. de la Xina     | 45:56.4      |
| 28   | Stefanie Boehler             | Alemanya            | 45:56.9      |
| 29   | Helena Balatkova Erbenova    | Txèquia             | 45:57.0      |
| 30   | Sumiko Yokoyama              | Japó                | 45:58.6      |
| 31   | Elin Ek                      | Suècia              | 46:02.7      |
| 32   | Liu Yuanyuan                 | R.P. de la Xina     | 46:18.5      |
| 33   | Elina Hietamaeki             | Finlàndia           | 46:20.5      |
| 34   | Kirsi Valimaa                | Finlàndia           | 46:25.6      |
| 35   | Masako Ishida                | Japó                | 46:37.7      |
| 36   | Arianna Follis               | Itàlia              | 46:40.9      |
| 37   | Elena Burukhina              | Rússia              | 46:42.9      |
| 38   | Chizuru Soneta               | Japó                | 46:45.5      |
| 39   | Maja Benedicic               | Eslovènia           | 46:51.1      |
| 40   | Kateryna Grygorenko          | Ucraïna             | 46:55.2      |
| 41   | Oxana Jatskaja               | Kazakhstan          | 46:57.0      |
| 42   | Clare-Louise Brumley         | Austràlia           | 47:03.1      |
| 43   | Alena Sannikova              | Belarús             | 47:05.6      |
| 44   | Ludmila Korolik Shablouskaya | Belarús             | 47:07.2      |
| 45   | Tatjana Zavalij              | Ucraïna             | 47:18.7      |
| 46   | Alena Prochazkova            | Eslovàquia          | 47:45.2      |
| 47   | Anna Karin Stromstedt        | Suècia              | 47:51.3      |
| 48   | Rebecca Dussault             | Estats Units        | 47:53.7      |
| 49   | Ekaterina Rudakova Bulauka   | Belarús             | 48:09.2      |
| 50   | Ievguénia Voloixenko         | Kazakhstan          | 48:17.2      |
| 51   | Olga Vasiljonok              | Belarús             | 48:20.4      |
| 52   | Manuela Henkel               | Alemanya            | 48:21.8      |
| 53   | Irina Terentjeva             | Lituània            | 48:33.7      |
| 54   | Milaine Theriault            | Canadà              | 48:38.9      |
| 55   | Lindsey Weier                | Estats Units        | 48:45.0      |
| 56   | Abby Larson                  | Estats Units        | 48:47.5      |
| 57   | Lee Chae-Won                 | Corea del Sud       | 49:01.2      |
| 58   | Xu Yinghui                   | R.P. de la Xina     | 49:47.3      |
| 59   | Monika Gyorgy                | Romania             | 50:15.3      |
| 60   | Chandra Crawford             | Canadà              | 50:35.4      |
| 61   | Laia Aubert Torrents         | Espanya             | 50:41.3      |
| 62   | Lindsey Williams             | Estats Units        | 50:49.7      |
| 63   | Laura Orgué                  | Espanya             | 51:16.5      |
| 64   | Maja Kezele                  | Croàcia             | 51:36.3      |
| —    | Marit Bjorgen                | Noruega             | no finalitzà |
| —    | Kelime Aydin                 | Turquia             | no finalitzà |
| —    | Branka Kuzeljevc             | Sèrbia i Montenegro | no finalitzà |